# 渡辺文学
渡辺文学（わたなべ ふみさと、「わたなべ ぶんがく」とも、1937年7月23日 - ）は、環境保護運動家・たばこ問題活動家。中国東北部生まれ。禁煙ジャーナル編集長。
1日100本も吸うヘビースモーカーだったが、環境運動に取り組む者がたばこを吸っているのでは他者に理解されないとして39歳で禁煙する。その後「嫌煙権確立を目指す人びとの会」を結成。1985年平山雄らとたばこ問題情報センターを設立し、1988年にWHO（世界保健機関）から禁煙運動賞を受賞する。1989年4月からたばこ問題専門紙「禁煙ジャーナル」を発行。たばこ問題に関してバラエティー番組などに出演したことがある。｢分煙｣という言葉を提唱した。
1992年の参議院議員選挙では社会民主連合から、2001年の参議院選挙では自由連合から立候補したが落選している。
愛煙という表現が喫煙にプラスイメージがあるとして「活動を通じて死語にしたい」との表明を行っている。

## 著書
- 煙が目にしみる（編著 実践社）ISBN 4-916043-19-7
- 「たばこ病」読本（緑風出版）ISBN 4-8461-0007-3